# Nikólaos Michaloliákos
Nikólaos Michaloliákos (grec moderne : Νικόλαος Μιχαλολιάκος), né le 11 décembre 1957 à Athènes, est un homme politique grec, dirigeant l'Aube dorée, une organisation néo-nazie.

## Biographie

### Parcours politique
À 16 ans, il rejoint le Parti du 4-Août de Konstandínos Plévris puis est désigné par Geórgios Papadópoulos, dirigeant de la dictature militaire, pour prendre la tête de la section de jeunesse du parti d’extrême droite EPEN. Après la chute de la dictature, il est arrêté en juillet 1974, en 1976 puis en juillet 1978, pour détention illégale d’explosifs. À sa libération, il fonde L'Aube Dorée Magazine.
Il est étudiant à la faculté de mathématiques de l'université nationale et capodistrienne d'Athènes.
Élu en 2010 conseil municipal d’Athènes, il y effectue un salut nazi. En 2011, il déclare : « Auswitch, quoi Auswitch ? Je n’y suis pas allé. Que s’y est-il passé ? Vous y étiez, vous ? Il n’y a pas eu de fours crématoires. C’est un mensonge. Et il n’y a pas eu de chambres à gaz. »
Après la percée de son parti nationaliste, l'Aube dorée, aux élections législatives de mai 2012, où il réalise 7 % des voix et obtient 21 députés, il déclare que « l'heure de la peur a sonné pour les traîtres à la patrie », il est alors élu député pour la 14e législature, qui dure du 6 mai au 19 mai 2012. Lors des élections législatives grecques de juin 2012, il est réélu, pour la 15e législature. Selon le journal en ligne HuffingtonPost, Michaloliákos aurait fait le salut fasciste face à ses opposants de gauche, contesterait l'existence des chambres à gaz et considérerait Adolf Hitler comme « figure historique majeure du XXe siècle ».
Il est arrêté le 28 septembre 2013 avec quatre autres députés et plusieurs membres de son parti, dans le cadre d'une enquête menée par la Cour suprême sur le meurtre de Pávlos Fýssas, un musicien et militant antifasciste, par un membre d'Aube dorée, soupçonnée dès lors d'être une organisation criminelle,,.
Aux élections législatives grecques de janvier 2015, il est élu député au Parlement grec dans la première circonscription d'Athènes. Réélu en septembre 2015, il quitte le Parlement en 2019.
Le 14 octobre 2020, il est reconnu coupable d’avoir dirigé une « organisation criminelle » et condamné à 13 ans de prison ferme par la cour pénale d'Athènes.

### Vie privée
Il est l'époux d'Eléni Zaroúlia, également membre d'Aube dorée. Sa fille Ouranía était l'une des six personnes arrêtées lors d'une attaque à moto contre des migrants ; les six ont été libérées par la suite,.

## Publications
- The Last Loyal (Οι Τελευταίοι Πιστοί)[12]
- Enemies of the State (Εχθροί του Καθεστώτος)[12]
- For a Greater Greece in a Free Europe (Για μια Μεγάλη Ελλάδα σε μια Ελεύθερη Ευρώπη)[12]
- Against All (Εναντίων Όλων)[12]
- Pericles Giannopoulos: The Apollonian Speech (Περικλής Γιαννόπουλος: Ο Απολλώνιος Λόγος)[12]